# 摩爾達維亞民主共和國
摩尔达维亚民主共和國是历史上位于比薩拉比亞地区的一个国家。摩尔达维亚民主共和国於1917年俄國二月革命後所宣告成立的一個政權。其範圍包括今天摩爾多瓦的全部，以及烏克蘭敖德萨州的南比薩拉比亞地區。